# Effe Ekdom
Effe Ekdom was een radioprogramma bij NPO 3FM. Het werd van maandag tot en met vrijdag uitgezonden tussen 12.00 en 14.00 uur. Het programma werd gepresenteerd door Gerard Ekdom. De eerste uitzending van het programma was op maandag 6 september 2010 en de laatste op vrijdag 31 juli 2015. Op 15 november 2012 won het programma De Gouden RadioRing voor beste radioprogramma.
Op vrijdag 7 november 2014 meldde Claudia de Breij dat ze per 1 januari 2015 stopte met haar vrijdagmiddagshow op NPO 3FM en dat Gerard Ekdom het tijdslot overneemt. Vanaf dat moment was Effe Ekdom ook op vrijdag te horen.
Bij afwezigheid van Ekdom waren meestal Rob Stenders, Michiel Veenstra, Sander Hoogendoorn of Domien Verschuuren te horen.
Omdat Gerard Ekdom per 5 oktober 2015 naar NPO Radio 2 verhuisde, werd het programma stopgezet.

## Onderscheiding
In 2012 won Effe Ekdom De Gouden RadioRing. Presentator Gerard Ekdom won daarnaast de Zilveren RadioSter (man) voor beste radiopresentator.

## Vaste onderdelen
- 3 antwoorden (quiz)
- Lunchbox (stemmen op verzoekplaten)
- Jingle uit de oude doos
- Quiz voor kaarten
- Dokter Pop
- Wat ging er allemaal fout vandaag
- Holy Moly (op woensdag)